# Alkanal monooksigenaza (FMN-vezana)
Alkanal monooksigenaza (-vezana) (EC 1.14.14.3, bakterijska luciferaza, aldehidna monooksigenaza, luciferaza, Vibrio fischeri luciferaza, alkanal,redukovani-FMN:kiseonik oksidoreduktaza (1-hidroksilacija, luminescencija), alkanal,2:kiseonik oksidoreduktaza (1-hidroksilacija, luminescencija)) je enzim sa sistematskim imenom aldehid,FMNH2:kiseonik oksidoreduktaza (1-hidroksilacija, luminescencija). Ovaj enzim katalizuje sledeću hemijsku reakciju
aldehid + FMNH2 + O2 {\displaystyle \rightleftharpoons } karboksilat + FMN + H2O + hnu
Reakciona sekvenca obuhvata inkorporaciju molekula kiseonika u redukovani FMN, i naknadnu reakcija sa aldehidom čime se formira aktivirani  kompleks. Taj kompleks se razlaže emisijom svetla. Ovaj enzim je visoko specifičan za redukovani FMN, i za dugolančane alifatične aldehide sa osam ugljenika ili više.

## Literatura
- Nicholas C. Price; Lewis Stevens (1999). Fundamentals of Enzymology: The Cell and Molecular Biology of Catalytic Proteins (Third изд.). USA: Oxford University Press. ISBN 019850229X.
- Eric J. Toone (2006). Advances in Enzymology and Related Areas of Molecular Biology, Protein Evolution (Volume 75 изд.). Wiley-Interscience. ISBN 0471205036.
- Branden C; Tooze J. Introduction to Protein Structure. New York, NY: Garland Publishing. ISBN 0-8153-2305-0.
- Irwin H. Segel. Enzyme Kinetics: Behavior and Analysis of Rapid Equilibrium and Steady-State Enzyme Systems (Book 44 изд.). Wiley Classics Library. ISBN 0471303097.
- William P. Jencks (1987). Catalysis in Chemistry and Enzymology. Dover Publications. ISBN 0486654605.

## Spoljašnje veze
- Alkanal+monooxygenase+(FMN) на 